# Bildmaß
Ein Bildmaß ist ein Begriff aus dem mathematischen Teilgebiet der Maßtheorie und dient dazu, das Maß in einem Maßraum {\displaystyle (\Omega ,\Sigma ,\mu )} auf einen anderen Raum {\displaystyle (\Omega ',\Sigma ')} zu übertragen. Hierbei werden mithilfe einer messbaren Funktion {\displaystyle g\colon \Omega \to \Omega '} den Mengen in {\displaystyle \Sigma '} Werte zugeordnet. Das so auf {\displaystyle \Omega '} definierte Maß ist das Bildmaß.
Eine wichtige Rolle spielt das Bildmaß insbesondere bei der Definition der Verteilung einer Zufallsvariablen.
Für das Bildmaß existieren verschiedene Notationen, meistens wird das Symbol {\displaystyle *} oder {\displaystyle \#} verwendet: {\displaystyle g^{*}\mu }, {\displaystyle \mu \circ g^{-1}}, {\displaystyle g^{\#}\mu }, {\displaystyle g\sharp \mu }, oder {\displaystyle g\#\mu }.

## Definition
Es sei {\displaystyle (\Omega ,\Sigma ,\mu )} ein Maßraum, {\displaystyle (\Omega ',\Sigma ')} ein Messraum und
{\displaystyle g\colon \Omega \to \Omega '}
eine {\displaystyle \Sigma {\text{-}}\Sigma '}-messbare Funktion.
Dann ist die Abbildung
{\displaystyle (g^{*}\mu ):=\mu \circ g^{-1}:\Sigma '\to [0,\infty ]}
definiert durch
{\displaystyle A'\mapsto \mu (g^{-1}(A'))}
ein Maß auf {\displaystyle (\Omega ',\Sigma ')}, genannt das Bildmaß von {\displaystyle \mu } bezüglich {\displaystyle g}. Dabei bezeichnet {\displaystyle g^{-1}(A')} das Urbild von {\displaystyle A'\in \Sigma '}.

## Transformationssatz
Für eine messbare Funktion {\displaystyle f\colon \Omega '\to {\overline {\mathbb {R} }}} (wobei {\displaystyle {\overline {\mathbb {R} }}:=\mathbb {R} \cup \{-\infty ,+\infty \}} die (affin) erweiterten reellen Zahlen bezeichnet) gilt der folgende Transformationssatz für messbare Mengen {\displaystyle A\subseteq \Omega '\;}:
{\displaystyle \int _{g^{-1}(A)}f\circ g\;\mathrm {d} \mu =\int _{A}f\;\mathrm {d} (\mu \circ g^{-1})},
wenn mindestens eines der beiden obigen Integrale definiert ist.